# WebAssembly
WebAssembly (wasm, WA) je v informatice webový standard, který definuje binární formát a odpovídající pseudo-jazyk symbolických adres pro přenositelný strojový kód spustitelný na webových stránkách. Umožňuje provádět kód téměř tak rychle, jako nativní strojový kód. Představuje tak doplněk k JavaScriptu, který má zrychlit kritické části webových aplikací a později umožnit webový vývoj i v jiných programovacích jazycích, než je JavaScript. Je vyvíjen pod zastřešením W3C inženýry z firem Mozilla, Microsoft, Google a Apple.
Po formální verifikaci je spouštěn v sandboxu ve webovém prohlížeči. Programy mohou být kompilovány do wasm modulů z vyšších programovacích jazyků a zaváděny jako knihovny z JavaScriptových appletů.

## Design
WebAssembly je abstraktní portabilní strukturovaný kód určený pro běh na zásobníkovém počítači, a je navržen tak, aby byl parsován i prováděn rychleji než JavaScript a aby výsledný kód byl velmi kompaktní.

## Historie
Inspirací pro WebAssembly jsou Google Native Client (NaCl) a asm.js. První implementace v prohlížeči byla založena na schopnostech asm.js. poprvé byl uveden 17. června 2015 a 15. března 2016 byla demonstrována hra Angry Bots založená na herním engine Unity v prohlížečích Firefox, Chromium, Google Chrome, a Microsoft Edge. V březnu 2017 bylo deklarováno, že vývoj dosáhl hranice minimálně životaschopného produktu a uváděcí fáze byla dokončena. Prohlížeč Safari dostal podporu ve verze 11 (konec roku 2017). V březnu 2018 byla deklarována podpora pro 72,75% globáně používaných prohlížečů (zbytek může mít podporu přes polyfill). V únoru 2018 zveřejnila pracovní skupina WebAssembly Working Group tři návrhy standardů pro Core Specification, Javascript Interface a Web API.
Dne 16. října 2024 přišla Mozilla s významným zrychlením spouštění WebAssembly, které dosahuje až 75 násobek dřívější rychlosti spouštění před optimalizací. Mozilla zaroveň uvádí, že pracuje na dalším zrychlení spouštění.

## Podpora
Mozilla deklarovala podporu „ve všech hlavních prohlížečích“, implicitně je podpora povolena v Microsoft Edge verze 16. Pro zpětnou kompatibilitu může být wasm zkompilován do asm.js pomocí JavaScript appletu (ve webových prohlížečích označována jako tzv. polyfill).
Emscripten může zkompilovat do wasm v backendu pomocí LLVM.
Prvotní záměr je podpora kompilace z jazyků C a C++, ačkoliv je vyvíjena podpora i pro další jazyky, jako například Rust. Po dosažení hranice minimálně životaschopného produktu je v plánu vytvoření podpory pro Garbage collection, což umožní pro WebAssembly podporu jazyků, které garbage collecting používají (Java, C#).

## Reprezentace
V březnu 2017 byl dosažen konsenzus pro počáteční formu binárního formátu, JavaScript API a referenční interpret. Definuje binární formát, který není určen k tomu, aby byl lidmi používán podobně jako klasický lineární kód jazyka symbolických adres, který je všeobecně znám.
Následující tabulka ukazuje tři různé pohledy na stejný zdrojový kód zobrazený vlevo a vpravo od něj je převeden do mezijazyka wasm a pak do binárního formátu wasm:
| zdrojový kód v C                                                               | lineární assembly bytecode (mezijazyk)                                                                              | WASM binary kód (hexadecimálně)                          |
| ------------------------------------------------------------------------------ | --- | -------------------------------------------------------- |
| int factorial(int n) { if (n == 0) return 1; else return n * factorial(n-1); } | get_local 0 i64.eqz if (result i64) i64.const 1 else get_local 0 get_local 0 i64.const 1 i64.sub call 0 i64.mul end | 20 00 50 04 7E 42 01 05 20 00 20 00 42 01 7D 10 00 7E 0B |

Textový formát WebAssembly může být zapsán ve složeném formátu s-výrazů. Tento formát je čistě syntaktický cukr a není od lineárního formátu nijak významově odlišný:
```
(
module

  
(
import
 
"math"
 
"exp"
 
(
func
 
$exp
 
(
param
 
f64
)
 
(
result
 
f64
)))

  
(
func
 
(
export
 
"doubleExp"
)
 
(
param
 
$0
 
f64
)
 
(
result
 
f64
)

    
(
f64.mul

      
(
call
 
$exp

        
(
get_local
 
$0
))

      
(
f64.const
 
2
))))

```